# Hathrometra
Hathrometra is een geslacht van haarsterren uit de familie Antedonidae.

## Soorten
- Hathrometra tenella (Retzius, 1783)

Niet (meer) geaccepteerde namen
- Hathrometra dentata (Say, 1825) geaccepteerd als Hathrometra tenella
- Hathrometra sarsii Düben & Koren, 1846 = Hathrometra tenella
- Hathrometra prolixa (Sladen, 1881) geaccepteerd als Poliometra prolixa (Sladen, 1881)